# Bundás-kút
A Bundás-kút egy Jászberényben található, eredetileg kútfunkciókat betöltő szobrászati építmény.

## Története
Az évszázadok során hasonlóan más városokhoz Jászberényt is gyakran sújtották járványok, melyek összefüggésbe voltak hozhatók a szennyezett ivóvízzel. 1854-ben a város belső területén mindössze 3 ásott kút volt található. Ebből kifolyólag az közegészségügyi helyzet javítása érdekében a város vezetésének céljává lett, hogy javítsa a város biztonságos ivóvízellátását. Pintér Mihály egykori polgármester hagyatékáról úgy rendelkezett 1892-ben, hogy annak egy részéből artézi kutat fúrjanak a városban.
A város vezetése egy nagyobb Zsigmondy-féle kút fúrását tervezte. Ehhez először 1893-ban próbaképpen egy kisebb fúrást végeztek az Apácazárda előtt, melyre később egy Szűzlányt ábrázoló felépítmény épült. Az ottani kútfúrás sikere, illetve a tény, hogy városban 1894-ben ismét felütötte a fejét a kolera, löketeket adott a további fúráshoz.
A IV. kerületben, a Jákóhalmi út elágazásánál 1895 májusában fúrtak kutat, s ekkor készült a huszárlaktanya udvarában lévő is. Ez utóbbit a kincstár finanszírozta, nem a város. Fecske János a gőzmalma területén saját költségére készíttetett artézi kutat 1896-ban, a Vallus-malom tulajdonosa pedig 1898-ban.
A városi közgyűlés 1906. október 2-án határozta el, hogy egy Zsigmondy-féle artézi kút készítésére Leféber Ágoston budapesti kútfúrómesterrel szerződést köt. Ezt 1906. november 25-én meg is történt. A kút helyének meghatározására több ötlet is felmerült. Sokan úgy gondolták, hogy a főtéren legyen. Ám a ’48-as emlékoszlop és a közelében lévő Pálinkás-kereszt látványát is bele kellett kalkulálni. Mások azt támogatták, hogy a búzapiacon – a mai Szabadság téren – legyen a kút, s így a főtér tulajdonképpen kibővülhetne. A keretes szerkezetben Szűzlány kút lesz a főtér egyik végén, s az új kút a másikon. A kút elhelyezésére ez utóbbi helyen került sor, ahol hosszas előkészítés után 1908 őszén 350 méterig fúrtak le. Meg is lett az eredménye a furatból végül percenként 230 liter 20-25 fokos víz tört a felszínre.
Ezzel párhuzamosan 1908-ig további 5 kút furattatott a városban, de még mindig volt a Péntér-hagyatékból. Így a Jászkürt című lap újságírója felvetette, hogy a Zsigmondy-féle kút felé lehetne építeni egy felépítményt, mely az elhunyt Pintér Mihályt ábrázolná. 
A kút felépítményére pályázatot készítettek a városházán 1909-ben, s ekkor úgy látszott, hogy egy Lehel vezért ábrázoló szobor készül. A Jászkürt c. hetilapban egy hét múlva megjelent Körmendi Frim Jenő (1886-1959) szobrászművész rajza, mely a kút felépítményének tervét mutatja Lehel vezér alakjával, ki a kezében tartja híres kürtjét, ami olyan, mint a Jászkürt. A leírás szerint a felépítmény 4,5 méter magas, Lehel vezér 2,5 méter magas, az alapzat 2,8 méter széles lesz. Előtte lépcső és vízmedence is készül. A szobor alatt 2 kutyafej köpi a vizet, két oldalán pedig két-két sima vízköpő látszik.
Az újság leírása szerint a kút felépítményének hátsó oldalán egy relief lenne, s ezen Pintér Mihály polgármestert jelenítenék meg, mint a kút létesítésének jótevőjét. Többen is voltak a közgyűlésben, akik azt támogatták, hogy a kút felépítményének mégis csak Pintér Mihály bronz szobra volna megfelelő. A bronz szobor azonban 30 ezer koronás kiadás volna. A Lehel-alakos márványszobor csak 10 ezer koronába kerülne, így a képviselő-testület 1909 júniusában ezt fogadta el.
A kút vízhozama azonban már 1909 nyarán gondot okozott. Olykor zavaros volt a víz, és a vízhozam is csökkent. A pótmunkákra 4 200 koronát kellett költeni. A tisztításába is belefogtak, de nem túl nagy sikerrel. Azt írta a Jászkürt, hogy a kút aljára vörösfenyőt tettek, ami nem volt helyes. Erre kavicsréteg került, ami elvileg a vizet szűri. Ez azonban nem hozott eredményt. A probléma megoldását tetézte, hogy Koncsek István polgármester – az olcsóbb megoldást választva – nem szakembert bízott meg, hanem Dömötör Zsigmondot, aki a MÁV osztálymérnöke volt, azaz nem kútfúrási szakértő. A kútba kavicsot engedtek le, ami tömítést okozott, s a vízhozam a felére csökkent. Utána a leküldött kavicsot igyekeztek kiszedni, de ez sem járt jó eredménnyel. A vörösfenyőből lévő csövek is megrongálódtak, a 25 mm átmérő 13 mm-re szűkült.
A kút felépítményének ügye körül is bonyodalmak kezdődtek 1909-ben. A Lehel-szobor piszkei márványból volna a legmegfelelőbb Körmendi Frim Jenő szerint. Azonban kiderült, hogy ezt robbantással fejtik, ami a művész szerint a minőséget kétségessé teszi. Ezért azt javasolta, hogy ne piszkei márványból legyen a szobor. A szobrásznak – aki ekkor 23 éves – valószínűleg ez lett volna az első jelentős köztéri alkotása. S bár a város az elkészítésre 1910. szeptember 1-jei határidőt szabott meg, ez sosem teljesült.
A búzatéri kút tehát 1908-ban elkészült, de a felépítményre újabb éveket kellett várni. A kőszobor terve elenyészett, ezt bizonyítja, hogy a képviselő-testület 1910. április 12-én olyan határozatot hozott, miszerint Körmendi Frim Jenővel a Lehel vezéres szobor kapcsán kötött szerződést feloldja. Körmendi közben, 1909-ben elkészítette a török-magyar emlékművet.
A városvezetés 1910 júliusában újabb pályázatot írt ki a búzatéri kút felépítményére, melyben már Pintér Mihály egész alakos megformálása szerepel elképzelésként. Azonban ez is változott. A szoborbizottság előtt Jankovics Gyula szobrász 1911 elején mutatta be szobortervét Jászberényben. A makettet a városházán bárki megnézhette. Ez a terv egy bojtárgyereket ábrázolt, aki éppen egy borjút tart vissza futásában kötéllel. A borjú a vízhez igyekszik. A bizottság kérése volt, hogy többalakos kompozíció készüljön. Ám a makett láttán mégis arra az álláspontra helyezkedtek, hogy egy öreg juhász megjelenítése mégis jobb volna.
A Jászkürt c. újság 1911 áprilisában már arról számolt be, hogy Jankovics Gyula szobrász egy juhászt ábrázoló alak tervét készíti a kút felépítményére. Mégpedig nem is akárkinek az alakja kap megörökítést, hanem Benedek Lászlóé, akit az egész város a juhászbojtárok királyaként ismer. Benedek László ekkor már 60 éves volt, egész életében juhászként dolgozott. A kút létesítésének jótevőjénél, Pintér Mihálynál is dolgozott egykoron néhány évet. A képviselő-testület elfogadta a szobor tervét. Eszerint a juhász kifordított subában áll botjára támaszkodva, lábánál egy kisbáránnyal. Pintér Mihály emlékét is megőrzi a kút felépítménye, mert plakettszerű mellképe is odakerül a talapzat oldalára. A tipikus jász paraszt megörökítésére végül a szoborbizottság áldását adta, elkezdődhetett a megvalósítása.
A képviselő-testület a szobrásszal kötött szerződést 1911. június 11-én hagyta jóvá. Eszerint a medencét 1911. október 1-re, a szobrot 1912. május 13-ra kell elkészíteni. A vállalási összeg 10 ezer korona. A határidők azonban változtak. Az alépítményé azért, mert a bányászok sztrájkja miatt nem lehetett a megfelelő követ kibányászni. Ezért Jankovics kérésére azt 1911. november 10-re módosították.
Miközben a bronzszobor készült, a helyi újságokban több cikk is megjelent, hogy a juhász alakot nem a kútra kellene helyezni, hanem köztéri szoborként, a város díszeként elhelyezni valahol, főként a főtéren. Szóba hozták a ’48-as oszlop, a Pálinkás-kereszt helyét, de azt is, hogy inkább a zárda előtti kútra kellene a juhászt felhelyezni. Végül a bronz szobor 1912-ben a kút felépítményével együtt elkészült. Azonban a Szabadság tér közepére,  mintegy 20 méterrel előre helyezték el, s a vizet az erdei kúttól odavezették. A felállításáról is van sajtóhír, 1912 áprilisában javában tartanak a munkálatok, adta hírül a lap. A bronzszobor sokaknak nem tetszett, hiba is volt valami körülötte, mert 1912 augusztusában le kellett emelni helyéről. A kútalap túl keskeny volt a bronzszobor alatt, azt kellett megnagyobbítani.
A kívánalom az volt, hogy az adományozó személyét is megjelenítse a művész. Jankovics ezt úgy oldotta meg, hogy a kútalap déli oldalán egy reliefet készített Pintér Mihály arcmásával. Az idők során az újabb áthelyezések eredményeként sajnos ez a relief eltűnt.

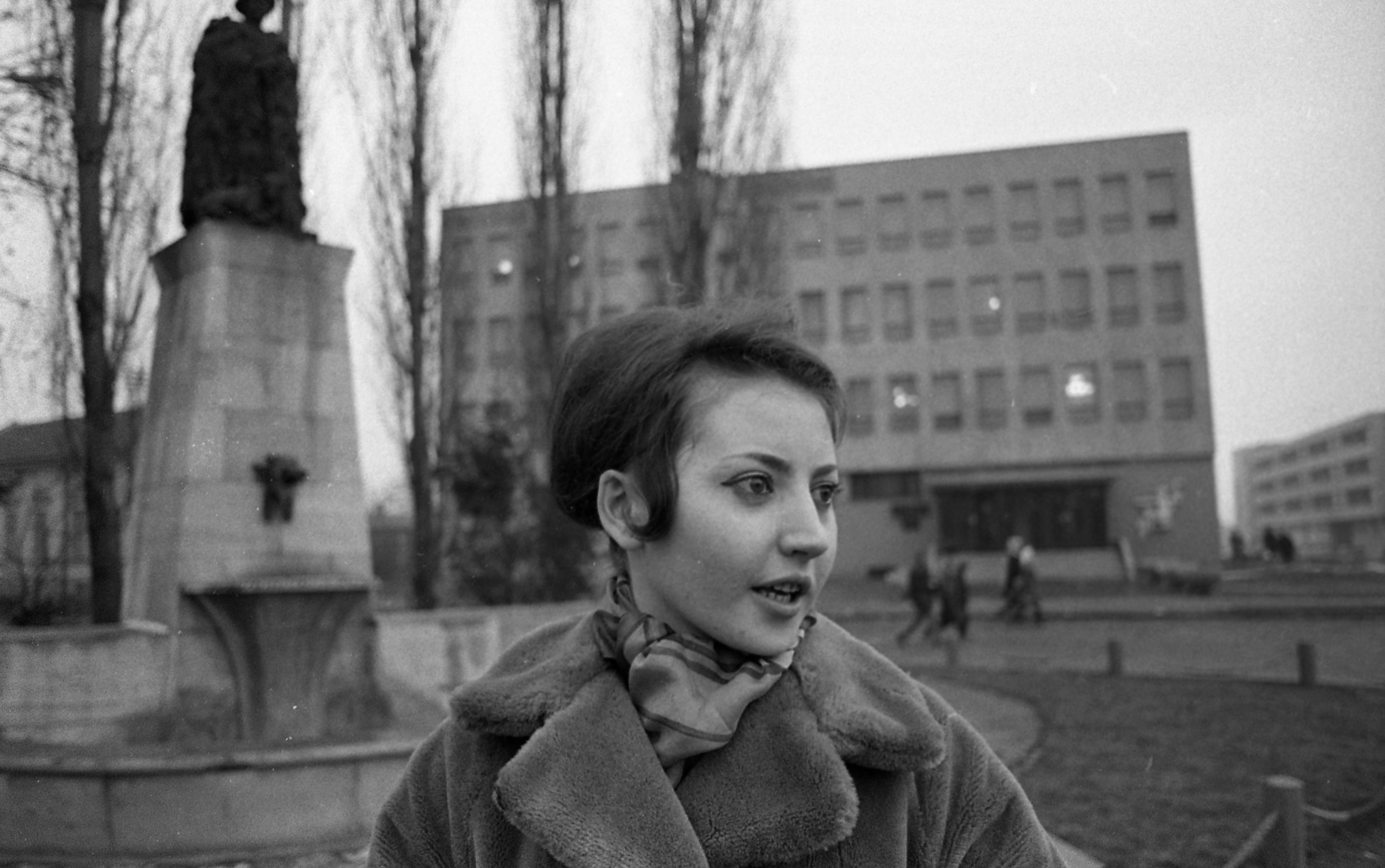
Egy 1973-as fénykép egy nőről, háttérben a Bundás-kúttal

A talapzat 3 oldalán bronz állatfejekből – ezek ma is megvannak – folyt a víz. A fejekbe egy réz cső került, azon jött a víz, mely egy-egy vályúba csorgott. Amikor végre teljesen kész volt a művész minden munkával, s teljes egészében látható volt a mű, a helyiek nem lelkesedtek. A Jász Újságban véleményként az jelent meg „nem vagyunk elragadtatva”. Az újságíró szerint a juhászalak, Pintér Mihály egykori polgármester jóvoltából létesült kút, az adományozó nagyszerűségét nem hirdeti, s nem értik az emberek, hogy a vízköpő kutyafejek mit szimbolizálnak. Hamarosan arról lehetett olvasni, hogy Jászberénybe mindenképpen kellene egy Lehel-szobrot állítani, mely a város hírnevét méltón szolgálhatná.
A Pintér, majd a szoborról elnevezve a Bundás-kút környéke igen sajátos funkciót kapott a későbbi években. A napszámosnak jelentkező emberek gyülekeztek ott, a búzapiacon, s a gazdák, az intézők itt válogattak közülük. Móricz Zsigmond – 1934-ben történt jászberényi látogatásakor tapasztalva – e helyzetet is megörökítette egy írásában.
Az 1970-es évek eleji városrendezés során a kút felépítményét – a körülötte lévő piac megnövekedett forgalma miatt – arrább helyezték, a Szövetkezet úti kereszteződéshez. A vizet azért vezették oda, hogy a kút jellege látható legyen.  Szerepe csak jelképes, hiszen a vezetékes ivóvízhálózat kiépülése miatt az artézi kutak jelentősége megszűnt. Az alépítményt ekkor teljesen átformálták, a régiből láthatóan csak egy darab, s a vízköpők maradtak meg. A Pintér Mihály-reliefre sajnos senki sem emlékszik.